# أوقستي تشارلز فيليب روبرت لاندري
أوقستي تشارلز فيليب روبرت لاندري هو فلاح وسياسي كندي، ولد في 15 يناير 1846 في مدينة كيبك في كندا، وتوفي بنفس المكان في 12 ديسمبر 1919. نشط حزبياً في حزب كندا المحافظ. وقد انتخب رئيس مجلس الشيوخ ‏ (23 أكتوبر 1911 – 2 يونيو 1916) وانتخب عضو مجلس الشيوخ الكندي ‏ وانتخب عضو مجلس العموم الكندي.